# Floriano Peixoto Faria Lima
Floriano Peixoto Faria Lima, o simplemente Faria Lima (Río de Janeiro, 15 de noviembre de 1917-Río de Janeiro, 9 de julio de 2011), fue un militar y político brasileño.

## Biografía
Hijo de João Soares Lima, inmigrante portugués que se casó con Castorina Faria Lima, de Espírito Santo. De una familia de cinco hermanos, su hermano mayor, José Vicente Faria Lima, fue alcalde de São Paulo. Se casó con Hilda Faria Lima y tuvieron  una hija, Regina María Faria Lima.
Nacido en la ciudad de Río de Janeiro, entonces Distrito Federal. Asistió a la Escuela Naval (EN) en 1933. Oficial naval, estuvo al mando de la Escuela de Aprendices de Marina de Recife entre 1956 y 1959. Ocupó el cargo de capitán de barco en 1961, cuando fue designado, bajo el gobierno de Jânio Quadros, para el cargo de subjefe de la Marina en el Gabinete Militar de la Presidencia de la República, cargo que ocupó hasta la toma de posesión de João Goulart.
También fue nombrado, en 1967, agregado militar de las embajadas de Brasil en Washington y Ottawa, ocupando, en 1969, en los años siguientes, cargos en el Estado Mayor de las Fuerzas Armadas y en Petrobras, alcanzando la presidencia de la empresa cuando Ernesto Geisel abandonó el cargo para asumir la Presidencia de la República.
Fue elegido por Geisel, en julio de 1974, para asumir el gobierno del Estado de Río de Janeiro, cuando éste se fusionó con el Estado de la Guanabara, momento en el que se incorporó a la Alianza Renovadora Nacional (ARENA) y en el que buscó organizar la vida de la unidad federada, que presentaba grandes contrastes entre su interior y la capital.
Su gobierno estuvo marcado por la finalización de la primera etapa de las obras del Metro de Río, que fueron inauguradas el 5 de marzo de 1979, además del inicio de las obras de las Centrales Nucleares de Angra dos Reis.
Al finalizar su gobierno, en 1979, abandonó la vida pública, pasándose al sector privado, integrándose a la junta directiva de la Unión de Industrias Petroquímicas (UNIPAN).
El 20 de diciembre de 1977 se le concedió la Gran Cruz de la Orden del Infante Don Enrique y el 28 de diciembre de 1978, se le concedió la Gran Cruz de la Orden Militar de Cristo de Portugal.
Murió el 9 de julio de 2011, a la edad de 93 años, en el Hospital Naval Marcílio Dias, de Río de Janeiro, víctima de una infección generalizada. Era un vicealmirante retirado.